# Lấy chồng triệu phú
Lấy chồng triệu phú (tiếng Hàn: 백만장자와 결혼하기) là một bộ phim truyền hình Hàn Quốc được chiếu trên SBS từ 26 tháng 11 năm 2005 đến 22 tháng 1 năm 2006.

## Nội dung
Kim Young-hoon (Go Soo), một nhân viên giao hàng, được đạo diễn chương trình truyền hình thực tế "Lấy chồng triệu phú" lựa chọn để vào vai một triệu phú. Trong chương trình, anh sẽ được gặp gỡ làm quen với 8 cô gái trong "vỏ bọc" triệu phú. Theo kịch bản, cuối cùng, anh sẽ công khai thân phận thật của mình không phải là triệu phú, nếu lúc đó có cô gái nào yêu anh chân thành và đồng ý lấy anh thì anh sẽ được thưởng là một món tiền lớn.
Trong các cô gái tham dự chương trình bất ngờ có Han Eun-young (Kim Hyun-joo), tình đầu thủa học trò của anh. Cô là người duy nhất biết danh tính thực sự của Young-hoon. Trong đêm chung kết, cô chính là người được Young Hoon ngỏ lời và cô cũng đồng ý. Nhưng câu chuyện không đơn giản vây, nhiều tình tiết mâu thuẫn hiểu lầm diễn ra thử thách tình cảm của họ.

## Phân vai

### Diễn viên chính
- Go Soo vai Kim Young-hoon điển trai nhưng học kém. Một phần vì anh phải lao động kiếm tiền nuôi gia đình từ khi còn nhỏ. Hiện tại, nghề nghiệp của anh là nhân viên giao hàng. Một ngày, đài truyền hình mời anh vào vai triệu phú trong chương trình truyền hình "Lấy chồng triệu phú". Do giải thưởng lớn nên anh đã chấp nhận lời đề nghị.
  - Kim Ki-bum vai Kim Young-hoon thời đi học.
- Kim Hyun- joo vai Han Eun-young: một giao dịch viên hợp đồng tại một ngân hàng ở trung tâm tài chính Yeouido. Cô cố gắng làm việc để trả hết các khoản nợ của mẹ kế và chị gái. Eun-young tình cờ được mời xuất hiện trong chương trình truyền hình "Lấy chồng triệu phú". Lúc đầu, cô từ chối, nhưng cuối cùng cô đồng ý. Tại buổi gặp mặt vị "triệu phú", cô ngỡ ngàng khi nhìn thấy Kim Young-hoon, bạn học cấp hai của mình, mối tình học trò của cô.
- Yoon Sang-hyun vai Yoo Jin-ha: một triệu phú thật sự, là đạo diễn của chương trình truyền hình thực tế. Anh hiền lành và cư xử tốt và yêu Eun-young thật lòng.
- Son Tae-young vai Jung Soo-min: con gái của chủ sở hữu công ty phát thanh truyền hình, một người xinh đẹp hoàn mỹ.

### Những người xung quanh Kim Young-hoon
- Kim Jeong-dae: Park Geun-hyung vai cha của Young-hoon
- Seung-Hoon Kim: Sung-Min Choi
- Kim Tae-hoon vai Seo Jun-young: em trai của Young-hoon

### Những người xung quanh Han Eun-young
- Koo Jeong-sun vai Lee Mi-young, mẹ kế của Eun-young
- Lee Su- ji vai Yoo Chae-young: em cùng cha khác mẹ của Eun-young

### Các diễn viên khác.
- Jo Mi-ran: Jang Young- Ran  Là đồng nghiệp của Eun-Young
- Jeong Seong-sik: Giám đốc Jung Jin
- Hwang In-cheol: Kim Hak-cheol
- Hyejin Nam: Jooah Shin

## Sản xuất
- Kịch bản bộ phim được lấy cảm hứng một phần từ chương trình truyền hình thực tế Joe Millionaire của đài Fox, Mĩ [2]
- Giữa tháng 10 năm 2005, các cảnh quay ngoại cảnh được quay ở một lâu đài gần Bordeaux, Pháp (từ tập 3 đến tập 7)[2]
- Đây là bộ phim truyền hình đầu tay của Yoon Sang Hyun. Sau này ông chia sẻ: "Tôi dù đã rất cố gắng đọc thuộc lời thoại trong suốt 11 giờ trên chuyến bay đến Pháp để quay phim. Nhưng khi đối mặt với Kim Hyun-joo, tôi không dám vào mắt cô ấy, tôi cứ nhìn xuống đất trong khi đọc lời thoại". Nhà sản xuất đã phải xây dựng khung cảnh ở Hàn Quốc trông giống như Pháp để có thể quay lại toàn bộ những cảnh quay này.[3]